# 리자진
리자진(중국어 정체자: 李嘉進, 병음: Lî Jīajìn, 한자음: 이가진, 1957년 4월 6일 ~ )은 타이완의 정치인이자 일본학 학자이다.